# Беспалов Володимир Олександрович
Володимир Олександрович Беспалов (нар. 1 жовтня 1958 року в Луганської області) — російський управлінець у галузі науки та інновацій, доктор технічних наук, професор, ректор Національного дослідницького університету «МІЕТ» (із 2016 року). Член-кореспондент РАН із 2022 року.

## Біографія
Випускник фізико-технічного факультету МІЕТ 1981 року та Московського державного університету економіки, статистики та інформатики 1997 року.
У 1981—1992 роках (послідовно) інженер, науковий співробітник, начальник лабораторії в НДІ фізичних проблем ім. Ф. В. Лукіна.
У 1992—1994 роках заступник генерального директора Зеленоградського науково-технологічного парку («Зеленоградський нанотехнологічний центр», ЗНТЦ) на базі МІЕТ.
У МІЕТ працює з 1994 року (послідовно): начальник лабораторії (1994—1998), проректор із фінансової та інноваційної діяльності (1998—2008), проректор із наукової та інноваційної діяльності (2008—2009), перший проректор (2009—2016), ректор МІЕТ (із 2016 року).
Кавалер Ордена Дружби. Лауреат премії Президента Російської Федерації в галузі освіти (за 2003 рік).
Член Ради з науки і освіти при Президенті Росії.

## Санкції
6 березня 2022 року після повномасштабного вторгнення Росії в Україну підписав лист на підтримку російської агресії. Із 9 червня 2022 року перебуває під персональними санкціями України за підтримку війни. Також був внесений ФБК до списку корупціонерів і розпалювачів війни за підтримку нападу на Україну, 16 березня 2022 року форумом вільної Росії внесений до санкційного «списку Путіна» з пропозицією введення проти нього міжнародних санкцій.

## Нагороди та премії
- Кавалер Ордена Дружби та Ордена Пошани (2024)[8].
- Лауреат премії Президента Російської Федерації в галузі освіти (за 2003 рік)[9].